# ユーフォニアム
ユーフォニアム（ユーフォニウム、ユーフォニューム）は、金管楽器の一種。一般的にB♭管で、幾重かに巻かれた円錐管と、通常4つのバルブ（弁）を持つ。音域はテナーやテナーバスのトロンボーンとほぼ同じであるが、それよりも幾分か柔らかく温かみのある音色を奏でる。
ユーフォニアムのマウスピースは多くのメーカーでカタログ上トロンボーンと共通に扱われているが、トロンボーンのものよりややカップの深いものが好まれる。
各国には、ユーフォニアムとほぼ同じ役割を担うものの、音色、形状、バルブシステムなどの異なる楽器が存在し、これらすべてを統括したグローバルスタンダードな名称は、現時点では存在していない。したがって、これらの楽器は、個々においてはその本来の名称を使い、日本語において一纏めに呼ぶ必要がある場合は、便宜上「ユーフォニアム」と呼んでいる（例：次項の「各国のユーフォニアム」「ユーフォニアムの歴史」）。

## 各国のユーフォニアム

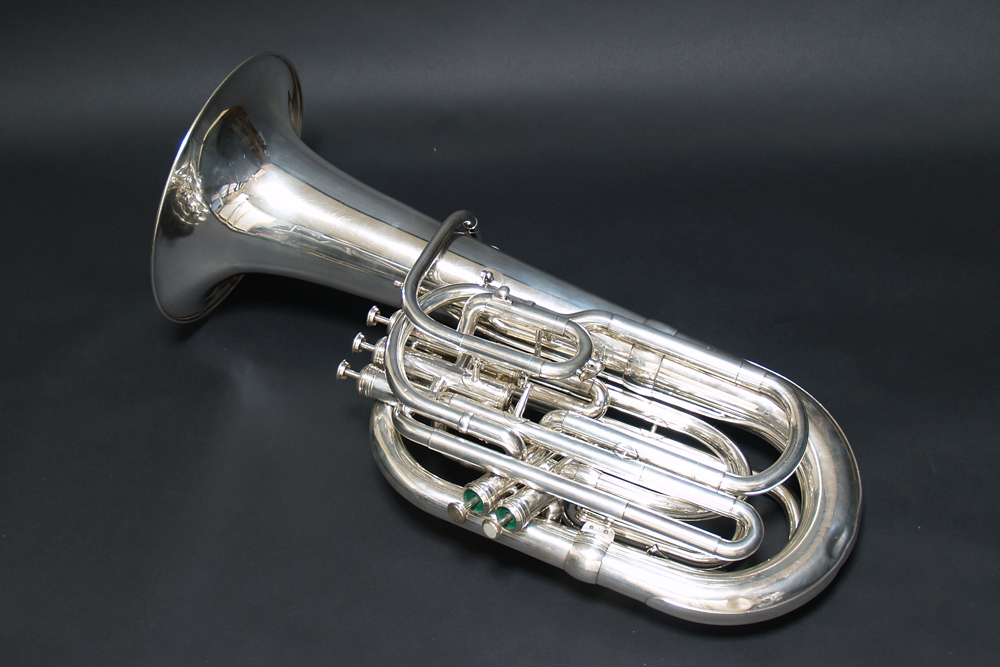
サクソルン・バス

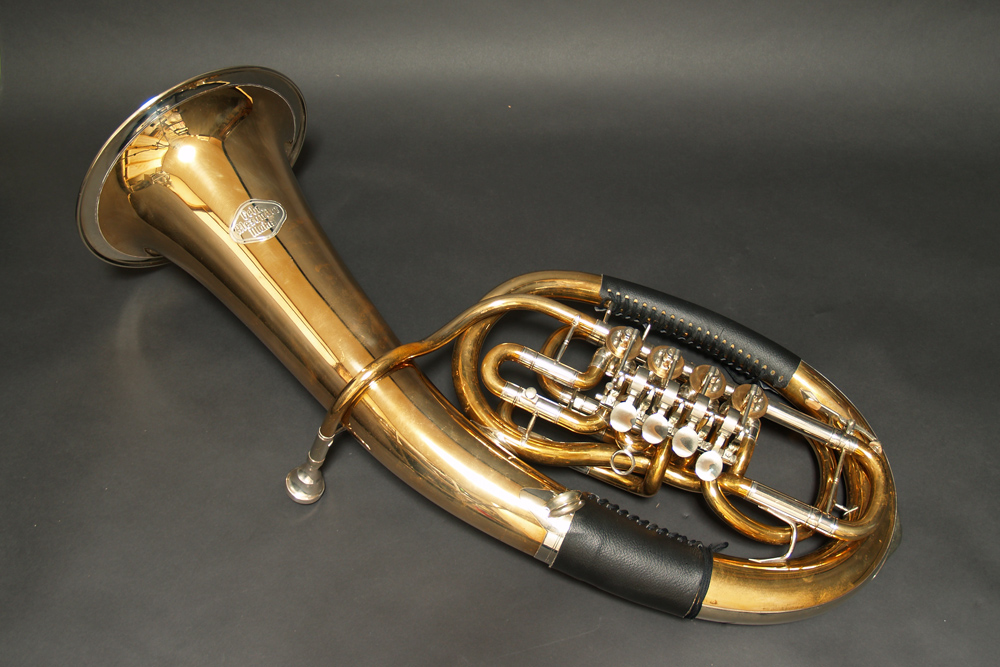
（ドイツ式）バリトン

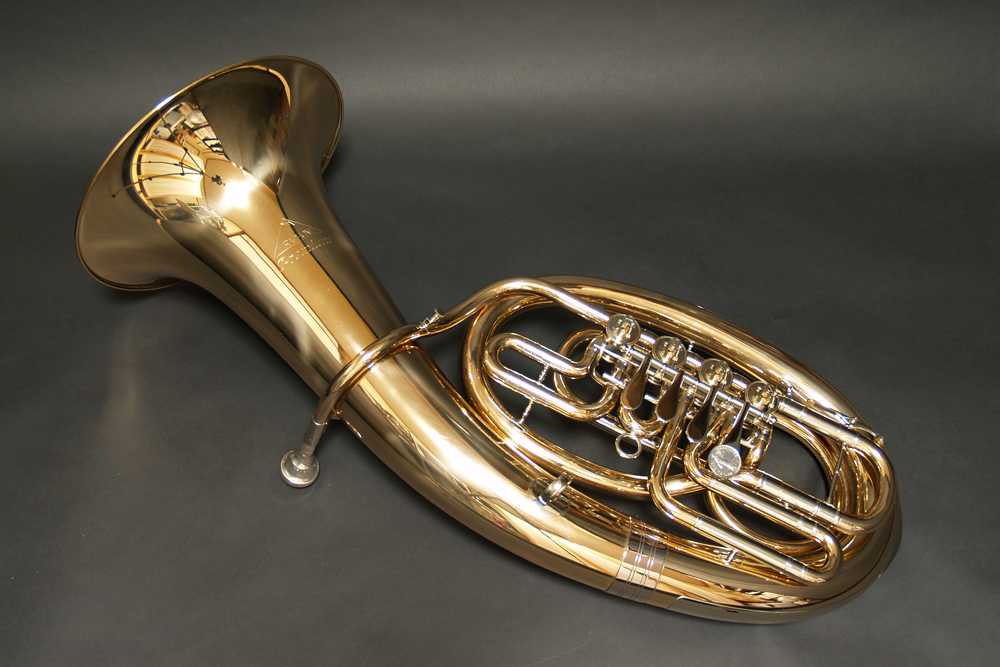
カイゼルバリトン

日本のユーフォニアムの役割に相当する各国の楽器には大きく4つのタイプが現存し、各国で用いられている。
ユーフォニアム（euphonium）
日本、イギリス、アメリカなどで用いられている、ピストン・バルブを備えた、中低音域を担うB♭管の楽器。各国各地のバリトン音域の金管楽器が融合して、20世紀前半のイギリスで現在の形状に落ち着いた。3バルブタイプ、B♭/Fコンペンセイティング・システムつき4バルブタイプと、4バルブタイプの3種が現在も存続している。
サクソルン・バス（saxhorn basse）
フランスにおいて、サクソルン属のバスとして発展した楽器。3本から6本ピストンのアップライト（上向き）のベルを持つ楽器で、日本でも戦前・戦中の軍楽隊において、「ユーフォニオン（海軍）」「プチバス、小バス（陸軍）」として用いられた。現在も、フランスのクルトワ（Courtois）社によって新しいモデルが開発され続けている。6本のピストンを備えたC管のサクソルン・バスは「フレンチ・チューバ」とも呼ばれ、1970年ごろまで、おもにフランスのオーケストラで用いられた。
（ドイツ式）バリトン、カイゼルバリトン（Bariton, Kaiserbariton 古くはBaryton, Kaiserbaryton）
別掲の「テノールホルン」とともに、ドイツや中欧・東欧でユーフォニアムの役割を担う楽器。イギリス式のユーフォニアムとは楽器の左右の向きが逆で、バルブはロータリー式を採用。管体はいずれも卵形またはチューバ型で、カイゼルか否かはボアの広がり方によるため、見分けがつきにくい。後述のアメリカのバリトン・ホーンやイギリスのバリトンとは別の楽器。
バリトン・ホーン（アメリカ）（baritone horn）
かつてのアメリカでは、南北戦争の頃に用いられた初期のサクソルンに代わり、現在のユーフォニアムよりも若干管径が細い楽器が開発された。この楽器はバルブが3本であれば「バリトン・ホーン（baritone horn）」、4本以上であれば「ユーフォニアム（euphonium）」として販売されていた。アメリカの吹奏楽譜の「バリトン」あるいは「ユーフォニアム」のパートに、まったく同じ内容であるにもかかわらずト音記号とヘ音記号の両方の譜面が用意されていることが多い。当初バリトン・ホーンの方がユーフォニアムよりも管の内径が若干細かったが、1960年代にもなると両者は同じ内径で製造されるようになり、ピストンの数以外に楽器としての画然とした違いがなくなってきた。そのため、カタログ上は「ユーフォニアム」という名称であっても、イギリスのユーフォニアムと区別して、アメリカンタイプの楽器を「バリトン」「バリトン・ホーン」と呼ぶようになってきた。1960年代終わりごろから1970年代にかけてアメリカの各軍楽隊で一斉にイギリスのユーフォニアムが使われるようになって以来、学校教育からプロの吹奏楽団に至るまで、一般的にイギリスや日本で使われるようなユーフォニアムが用いられるようになった。ただし、海を隔てたドイツや東欧の小編成バンドでは、現在でもアメリカンタイプのバリトン・ホーンが好んで使われ、新しいモデルも作られている。

## 楽曲
ユーフォニアムの音色は、一般的にはよく知られていない。ユーフォニアムの音色がよく感じられる代表的な作品には、以下のようなものがある。
グスターヴ・ホルスト：吹奏楽のための第2組曲ヘ長調〜第1曲「行進曲」
吹奏楽曲。きびきびとしたリズムが奏でられる中に、ユーフォニアムの朗々とした長いソロがある。
第4曲「『ダーガソン』による幻想曲」にもソロがある。
グスターヴ・ホルスト組曲『惑星』～第1曲「火星」
管弦楽曲。中盤頃にソロ旋律を奏でる。
ケネス・アルフォード：行進曲「ボギー大佐」
吹奏楽曲。全編で大らかな対旋律を奏でる。各国のユーフォニアムに相当する楽器も、行進曲において対旋律を奏でることが多い。
フィリップ・スパーク：「祝典のための音楽」
ブラスバンド曲。所々にユーフォニアムの印象的なソロがある。
リヒャルト・シュトラウス：交響詩「ドン・キホーテ」
管弦楽曲。テノール・テューバ（ユーフォニアムとテナーチューバ」参照）の指定。ドン・キホーテの腹心、サンチョ・パンサのキャラクターをヴィオラ、バスクラリネットとともに演じる。
モデスト・ムソルグスキー／モーリス・ラヴェル編曲：組曲「展覧会の絵」〜「ビドロ」
管弦楽曲。ラヴェルの指示ではテューバとなっているが、高音域が続くこのソロのみ、しばしばユーフォニアムで演奏される（詳細は「ユーフォニアムとテナーチューバ」参照）。
フィリップ・スパーク：「パントマイム」
ユーフォニアム独奏曲（伴奏はピアノまたはブラスバンド、吹奏楽）。
ユーフォニアムの協奏曲は少ないが、早く1870年代にアミルカレ・ポンキエッリが書いたものがある（正確にはユーフォニアムに類似したイタリアのフリコルノ・バッソの協奏曲）。有名な作品にはジョーゼフ・ホロヴィッツのユーフォニアム協奏曲（1972年）がある。

## 歴史
ユーフォニアムは、ヴァイマルのバンドマスターであったフェルディナント・ゾンマー（Ferdinand Sommer）が自身専用のソロ楽器として発案したゾンメロフォン（Sommerophone）を元に改良が加えられ、一般に使われるようになった。もともとはオイフォニオン（Euphonion）と呼ばれたが、この名前はギリシア語の“euphonos”（eu=良い、phone＝響き）に由来する。
ユーフォニアムとチューバの分離
ゾンマーのゾンメロフォンが登場する以前は、セルパンやバスホルン、オフィクレイドなどが金管低音の役割を担ってきた。1835年に、プロイセンの軍楽隊長だったW.ヴィープレヒトの要請を受けて、C.モリッツによってF管のアップライトベル、フロントピストン式バスチューバ（Basstuba）が作られた。続いて1838年には、それよりも小型のB♭管のアップライトベル、フロントピストン式テノールチューバ（Tenortuba）が作られた。こうして、金管の低音域をバスとテナーという別々の楽器で演奏するようになり、前者がバス、そしてコントラバスチューバへと発展し、後者がユーフォニアムへと発展していった。
ソロ楽器としての発展
1843年にゾンマーは、モリッツのテノールチューバや、その後各地で作られた同じような楽器を元に、ゾンメロフォンという楽器を発案する。これはゾンマー自身がソロを演奏するために発案したものである。1851年のロンドン万国博覧会にて、アルバート公をはじめとするイギリス王族の御前で、オルガンを伴奏に、ゾンマーがこのゾンメロフォンを用いてソロ・リサイタルを開催した記録が残っている 。そのリサイタルのスケッチ（ゾンマーがゾンメロフォンを演奏している）はヴィクトリア&アルバート博物館にて見ることができる。この楽器は、C.モリッツの製作したテノールチューバと同じような、細いチューバ型であった（ただし、バルブはロータリー式）。
ゾンメロフォンが完成した翌年の1844年、ウィーンのフランツ・ボック（Franz Bock）とフェルディナント・ヘル（Ferdinand Hell）が、それぞれゾンメロフォンを改良させた「Euphonion」「Euphonium」という楽器を作り、ボックは4月1日に、ヘルは4月5日にウィーンにて発明特権（Privilegium）を取得した（いずれもバルブはロータリー式）。特にボックが作った「Euphonion（オイフォニオン）」は、バルブこそロータリー式であるが、現在のユーフォニアムに近い太い楽器であり、「金管楽器特有の荒い音を排し、広い音域を持ち、音色は柔らかく、美しく優しい響きで、あたかも吹奏楽器におけるチェロのようだ」と、ボック自身が発明特権出願の際に記している。この楽器は、のちにチェルヴェニー（Cerveny）社（現・チェコのメーカー）などからも「オイフォニオン」として一般向けに製造販売されるに至った。19世紀中頃に登場した「オイフォニオン」が実際に楽曲に使われた例としては、ブルックナーの「行進曲 変ホ長調」（1865年作曲）が挙げられる。
サクソルン族「バス（Basse）」からの発展
こうした流れとは別に、パリではアドルフ・サックスが、高音域から低音域までを同一の音色でカバーする一連の金管楽器「サクソルン」を製作し、1845年に特許を取得した。サクソルンはフランスの吹奏楽の他にイギリスのブラスバンドにも採り入れられ、イギリスではサクソルンのうちのバス（Basse）が、ウィーンで発明された「Euphonion」「Euphonium」の名称を用いて、ユーフォニアム（またはユーフォニオン）と呼ばれるようになった。そして、イギリスのブラスバンドにおいてユーフォニアムは、単なる中低音域の楽器としてではなく、コルネット同様にソロを受け持つ楽器として活用されるようになっていった。イギリスのメーカーでも独自のユーフォニアムが作られるようになり、1878年にイギリスのブージー社によって特許が取得されたコンペンセイティング・システムバルブを採用したモデルが登場して、現代のユーフォニアムのスタイルが確立した。このブージー社のモデルは、イギリスのホーニマン博物館（Horniman Museum and Gardens）に所蔵されており、画像が公開されている。
総括
ユーフォニアムは、セルパンやバスホルン、オフィクレイドの高音域を担うために生まれてきた楽器を元に、ゾンマーによる発案と彼自身の演奏活動をきっかけに「チェロのような、美しく優しい響きのソロ楽器」としてオーストリアで誕生し、またサクソルン一族のバスとして生まれた楽器を元にしてイギリスで発達した。
日本
日本におけるユーフォニアムの歴史は、明治3年（1870年）にイギリスよりユーホーニオンが到着したことにより始まった。日本人初のユーフォニアム奏者は、明治2年（1869年）に薩摩藩によって集められた軍楽隊の伝習生、尾崎惟徳（平次郎）であった。軍楽隊の伝習生は、当初イギリス式教育を受けたが、明治3年に陸海軍が分離されたあと、海軍軍楽隊はイギリス式教育（のちにドイツ式教育）、陸軍軍楽隊はフランス式教育を導入したため、ユーフォニアムに相当するパートに関しては、海軍では「ユーフォニオン、バリトン」、陸軍では「プチバス、小バス」などとさまざまな名称で呼ばれていた。遺されている多くの画像によれば、いずれもおもにフランス式の楽器（サクソルン・バス）が使われていたことがわかるが、一時期の海軍や音楽学校、各種音楽隊、学校教育における吹奏楽部などでは、指導者の方針により、ドイツ式バリトンや（小バスではない）ユーフォニアムなども使われていた。
第二次世界大戦敗戦後に米国より導入されたスクールバンドの普及により、日本においては名称は「ユーフォニアム（ユーフォニウム）」に定着し、楽器もイギリスで発展したピストン式の4バルブユーフォニアムが一般的になっている。このため創作文芸の世界でサクソルン・バスやドイツ式バリトン、バリトン・ホーンなどの出現する機会はほとんどなく、日本の吹奏楽の作曲コンテストでこれらの楽器が要求されることはあまりない。
おおよそ1960年代からユーフォニアムを専門とする演奏家が活躍を始めた。その後、ユーフォニアム部門のコンクール開催や国外演奏家の来日などにより、専門家としての能力と指導力を身につけたユーフォニアム奏者たちは、続々と音楽大学の講師として赴任し、日本の演奏家による国外での活躍も見られるようになった。近年では新しい音響素材として目を向ける作曲家がいる。
2015年にアニメ化されたライトノベル小説『響け! ユーフォニアム』により、知名度を大きく向上させた。それまで、吹奏楽部やクラシックファンの間でしか知られることがなかったユーフォニアムであるが、同作によって中学・高校の吹奏楽部への入部数がアップしたという。また、吹奏楽部において、それまで他の楽器を希望していた者がしぶしぶやらせられていたユーフォニアムであったが、アニメ効果によって希望者が現れるようになったという。

## ユーフォニアムとテナーチューバ
オーケストラのスコアに、テナーチューバのパートが設けられていることがある。これは作曲者がユーフォニアム、ドイツ式のバリトン、B♭管のワグナーチューバなどを想定して設けるパートであり、作曲者がどの楽器を想定してこのパートを設けたかは、記譜や他楽器からの持ち替え指定、作曲年代、曲想などにより判断されている。ただし、チューバ属全般にいえることであるが、実演では作曲者が想定した通りの楽器が使用されるとは限らない。
現在、ユーフォニアムやドイツ式のバリトンで演奏される楽曲に、リヒャルト・シュトラウスの『英雄の生涯』、『ドン・キホーテ』、ホルストの『惑星』、ヤナーチェクの『シンフォニエッタ』などがある。

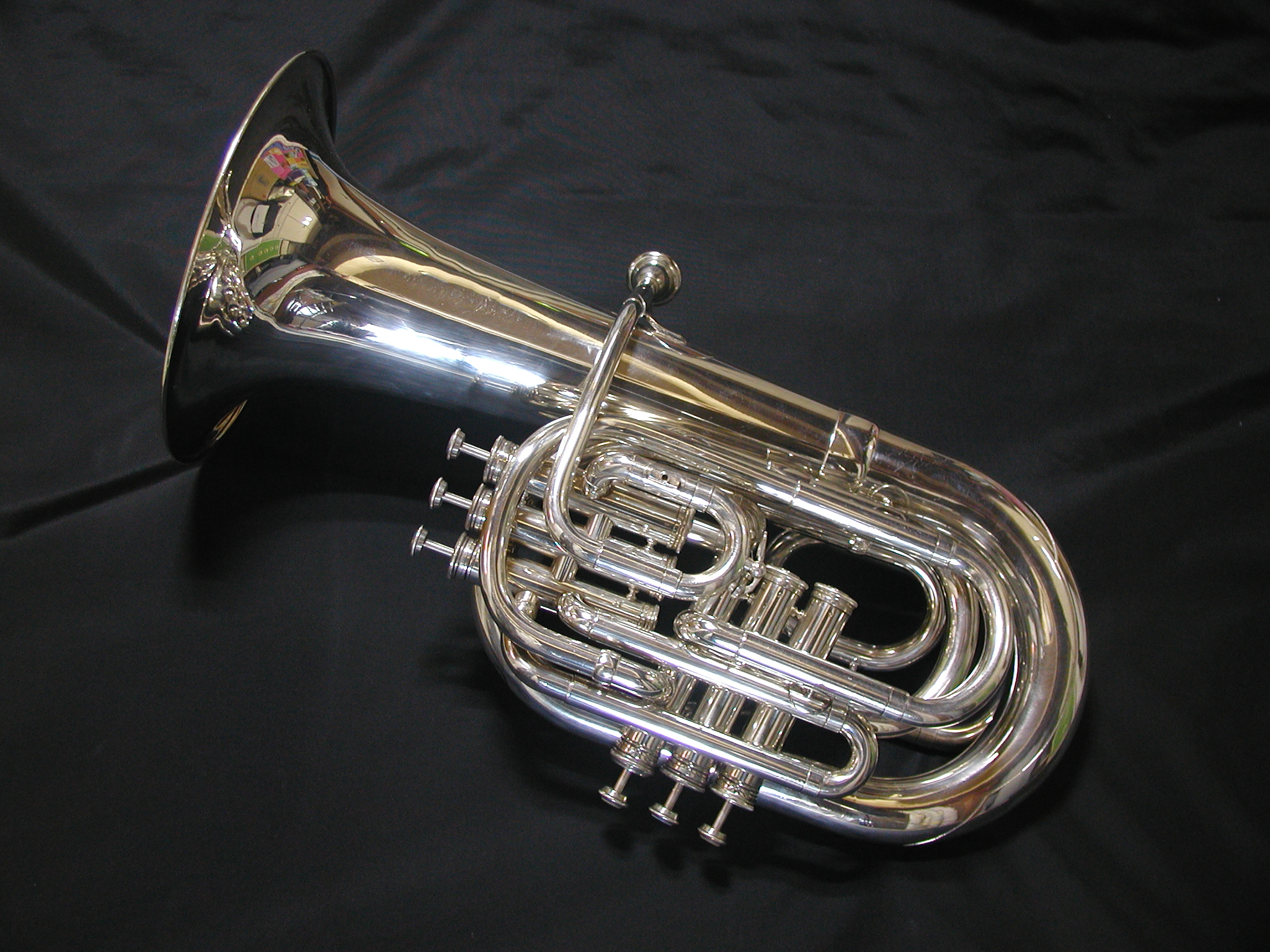
フレンチ・チューバ

ラヴェル編曲の『展覧会の絵』（原曲はムソルグスキー作曲のピアノ曲）にはチューバのパートが設けられているが、当時のチューバはユーフォニアムに近いフランス式の楽器（フレンチ・チューバ）であったとして、高音域が続く「ビドロ」のソロのみ、しばしばユーフォニアムで演奏される。
日本においてはピストン式のバルブを持つ楽器を「ユーフォニアム」、ロータリー式を「テナーチューバ」と区別する場合がある。しかしその結果、「テナーチューバ」はパート名であるにもかかわらず、オーケストラで使用される「楽器」であるという誤解が生じる原因となっている。
オーケストラにおいては、前述のような「テナーチューバ」のパートのほか、マーラーの交響曲第7番では「テノールホルン」の指定があり、ショスタコーヴィチのバレエ音楽「黄金時代」は「バリトン」の指定、サンサーンスの交響曲第1番では「サクソルン・バス」の指定、レスピーギの「ローマの松」では「フリコルノ・バッソ」の指定がされている。

## ユーフォニアムと音域が近い楽器

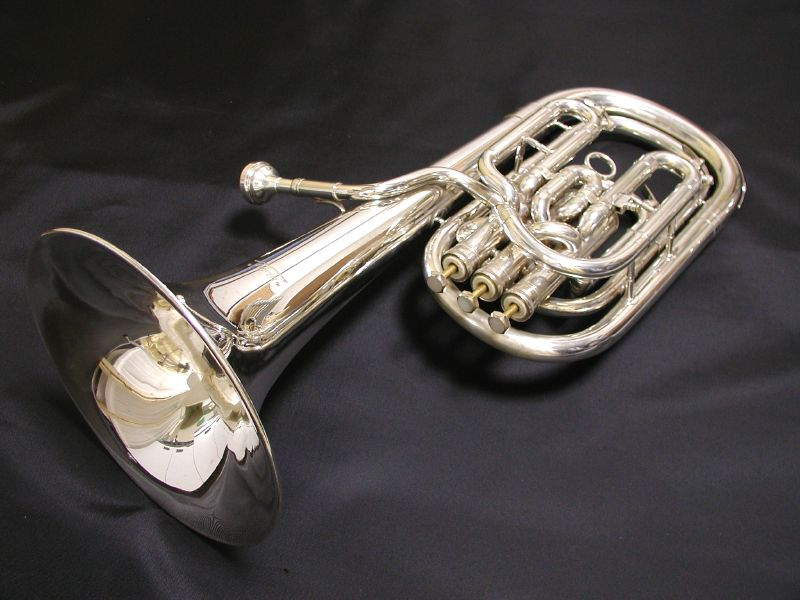
バリトン

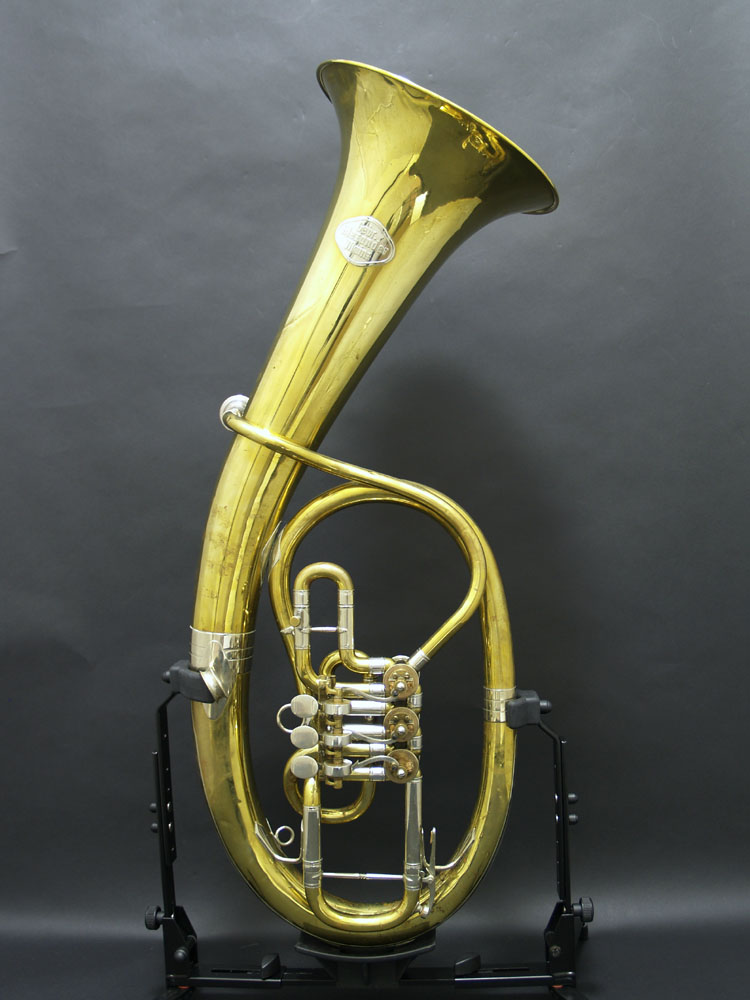
テノールホルン

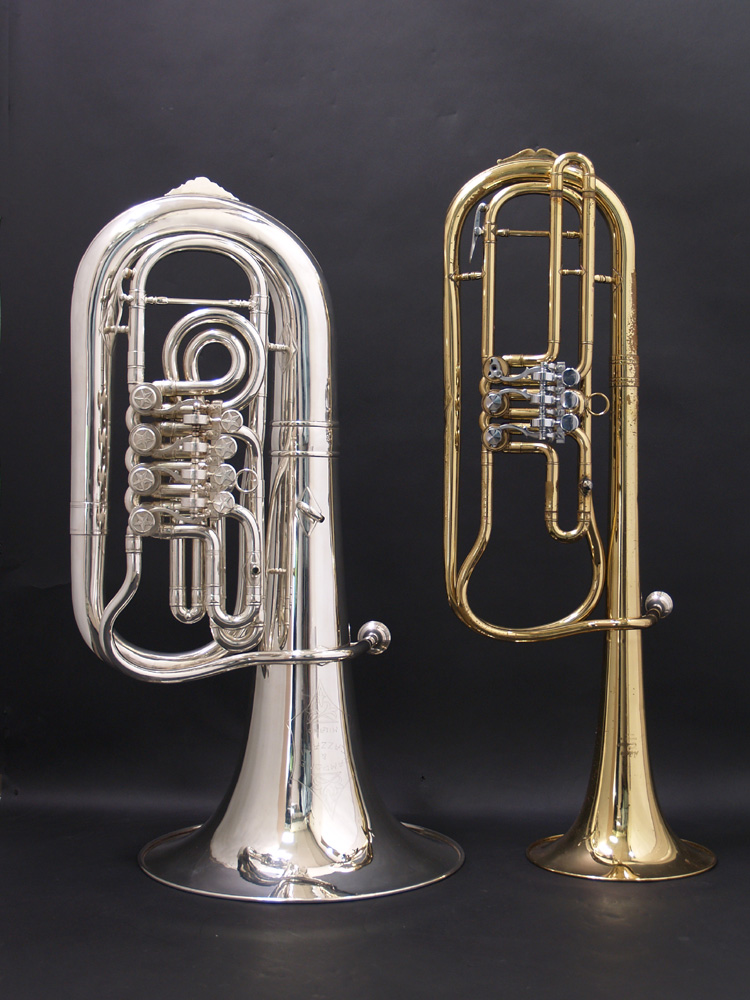
フリコルノ・バッソ（左）とテノーレ（右）

バリトン（フランス、イギリス）（英: baritone、仏: baryton)
サクソルン属のバリトン。フランスやイギリスで、ピストン・バルブを備えていて細身のB♭管の楽器を「バリトン」（baritone）と呼ぶ。同じサクソルン属のバスや、一般に使われるユーフォニアムよりもずっと管が細く、現在はヨーロッパのファンファールや英国式金管バンド（ブラスバンド）で使用されている。アメリカン・バリトンホーンとはまったく別の楽器である。
テノールホルン（ドイツ、オーストリア）（独: Tenorhorn）
ドイツや中欧・東欧では、ロータリー・バルブを備えていて、ユーフォニアムよりもやや管の細いB♭管の楽器を「テノールホルン」（Tenorhorn）と呼ぶ。もともとはトランペット型でテノール音域の楽器だったが、次第にトランペット型から、卵形やチューバ型に移行したようである。別掲のドイツの「ドイツ式バリトン」や「カイゼルバリトン」と同じ外観だが、これらに比べてベルの直径は小さく、管の内径は細めである。便宜上、イギリスのバリトン（baritone）と同じ種類の楽器と見なされる場合が多いが、テノールホルンの管はイギリスのバリトンよりももっと太く、その役割はむしろユーフォニアムに近い。マーラーの交響曲第7番「夜の歌」にはテノールホルンのパートがあり、冒頭から幾度かソロを奏でる。
なお、イギリスで「テナーホルン（テナーホーン）」と呼ばれる楽器は、日本やアメリカではアルトホルンと呼ばれ、4度高いサクソルン属のE♭管の楽器である。両者は英語圏においても時折混同されることがあるため、「in B♭」「in E♭」と調を付け加えるなどして区別されることもある。
フリコルノ・テノーレ（イタリア）（伊: flicorno tenore）
英国でバリトンと呼ばれるピストン式の楽器、またドイツでテノールホルンと呼ばれるロータリー式の楽器の、イタリアでの名称。時代や地域によって、ピストン式、ロータリー式、トランペット型、チューバ型など、さまざまな楽器が製作され、用いられてきた。なお、楽器自体はB♭管であるが、マウスパイプのレシーバーはＥ♭管のアルトホルンと同じ内径である。レスピーギの「ローマの松」では、フリコルノ・バッソ（ドイツでバリトンと呼ばれる楽器に相当）とともにブッキナ（バンダ）としてこの楽器の指定がある。

## さまざまな形態のユーフォニアム
ダブル・ベル・ユーフォニアム（ツイン・ベル・ユーフォニアム）
2つ以上の楽器の役割を1つにまとめた楽器を意味する「複合楽器」（duplex）として考案されたユーフォニアム。ユーフォニアム本来のベルとトロンボーンのような小さいベルの2つのベルを持った楽器。バルブによって音の出るベルを切り替えることができる。
マーチングブラス・ユーフォニアム
マーチングやパレードで使用され、ベルが正面を向いている楽器。古くはベルだけを曲げたものが使われたが、現在ではトランペットのように両手で楽器を支えるタイプのものと、本体を肩に担ぐタイプのものがある。肩に担ぎベルが後方に向くタイプは米国の南北戦争時に出現、行軍に使用された。
アップライトベル、フロントベル
体の前で構えるタイプの楽器で、ベルが上方に向いているタイプをアップライトベルというが、これに対しベルが前方に曲がっているタイプをフロントベルという。フロントベル・タイプは音が前方に向かうため、マーチングに用いられた他、レコーディング向きであるともされ、広く用いられていた。

## 著名な奏者
日本
- 青島可奈（ユーフォニウムユニット「ラフィネ」主宰）
- 阿部竜之介（ユーフォニアム、トロンボーン）
- 新井秀昇（ユーフォニアム、作曲家、編曲家）
- 安東京平
- 石橋美奈子
- 岩黒綾乃（東京佼成ウインドオーケストラ団員）
- 岩満貴大（VIVID BRASS TOKYO）
- 牛上隆司（VIVID BRASS TOKYO）
- 牛渡克之
- 円能寺博行
- 大房美穂
- 大山智（VIVID BRASS TOKYO）
- 岡村由香里
- 河野健（RUSH BRASS 首席）
- 木村寛仁（大阪音楽大学教授）
- 小久保まい　(フィルハーモニックウインズ浜松団員、 洗足学園音楽大学、常葉大学短期大学部、金城学院大学、浜松学芸高校音楽科、甲斐清和高校音楽科 各非常勤講師)
- 小寺香奈
- 齋藤充
- 坂岡裕志（ユーフォニアムグループGROW 他）
- 佐藤采香
- 佐藤悠光（プロウインドオーケストラ北海道）
- 庄司恵子（シエナ・ウインド・オーケストラ団員）
- 正田律子（広島ウインドオーケストラ団員、エリザベト音楽大学、広島文化学園大学 各非常勤講師）
- 聖奈（CiON(シーオン)メンバー　ユーフォニアム、バストランペット、バルブトロンボーン）
- 露木薫
- 照喜名俊典（チューバマンショー、鬼頭哲ブラスバンド）
- 中村大也（広島ウインドオーケストラ団員、エリザベト音楽大学 非常勤講師）
- 濱岡雪乃（ブリッツフィルハーモニックウインズ団員）
- 原厳汰（ユーフォニアム、サクソルンバス、寺子屋塾代表）
- 弘中優大（平成音楽大学 講師）
- 深川雅美
- 深石宗太郎（一般社団法人横浜ユーフォニアム合奏団代表理事、洗足学園音楽大学客員教授）
- 福田昌範（ユーフォニアム、指揮者、作曲家）
- 外囿祥一郎（東京音楽大学准教授、エリザベト音楽大学、洗足音楽大学、昭和音楽大学各客員教授および相愛大学音楽学部特別講師）
- 三浦徹（国立音楽大学教授）
- ミサ・ミード
- 山岡潤（尚美ミュージックカレッジ専門学校非常勤講師）
- 山崎由貴　(フィルハーモニックウインズ浜松団員、 第38回日本管打楽器コンクール第1位及び特別大賞、内閣総理大臣賞、文部科学省大臣賞、東京都知事賞受賞)

アメリカ
- ブライアン・ボーマン
- レオナルド・ファルコーネ（バリトン・ホーン）
- アダム・フライ

イギリス
- スティーブン・ミード
- デイヴィッド・チャイルズ（ユーフォニアム、トロンボーン）
- ニコラス・チャイルズ (Nicholas Childs、英ブラック・ダイク・バンド首席指揮者)
- ロバート・チャイルズ
- デリック・ケイン
- デイヴィッド・ソーントン
- モーガン・グリフィス
- ゲイリー・カーティン

フランス
- アントニー・カイエ（サクソルンバス）
- イヴォン・ミリエ
- バスティアン・ボーメ
- クオンタン・モルガン
- リリアン・ムーラン
- エレーヌ・エスカリバー
- ジャン・ドーフレン
- ビエンネ・ドゥプラント
- パトリック・ヴィバー
- セバスチャン・シュタイン
- デビッド・マイヨ
- フィリップ・フリッチ
- ジョンルック・プティプレ

ドイツ
- エルンスト・フッター（テノールホルン、トロンボーン）
- アレクサンダー・ヴルツ（テノールホルン）

スイス
- トーマス・リューディ
- ジル・ロッシャー
- グレン・ヴァン・ローイ

## 主なメーカー・ブランド
日本において主に使われるユーフォニアムの代表的なメーカー、ブランドは以下である。各社とも音色・操作面において明確なオリジナリティを有する。
日本
- ヤマハ
- プレソン（製造は中国、販売元は野中貿易）
- マルカート（製造は中国、プロデュース・販売元は下倉楽器）
- AMUSE （製造は中国、プロデュース・販売元は PROJECT EUPHONIUM）　

イギリス
- Besson

スイス
- Willson

アメリカ
- Eastman Winds

チェコ
- V. F. Červený

オランダ
- ADAMS

台湾
- Jupiter